# Anacleto Oliveira
Anacleto Cordeiro Gonçalves de Oliveira (Cortes, Leiria, Portugal, 17 de julho de 1946 — Almodôvar, 18 de setembro de 2020) foi bispo da Diocese de Viana do Castelo entre 2010 e a data da sua morte (18 de setembro de 2020).

## Biografia
Após os estudos no Seminário de Leiria (1957-1969), foi ordenado sacerdote a 15 de agosto de 1970. Frequentou a Pontifícia Universidade Gregoriana e o Pontifício Instituto Bíblico, onde obteve a Licenciatura em Teologia Dogmática e a Licenciatura em Ciências Bíblicas. Após um curto período de docência na diocese, como professor de Sagrada Escritura no Seminário de Leiria, mudou-se para a Alemanha, onde completou os estudos bíblicos, obtendo a licenciatura em Ciências Bíblicas na Universidade de Münster.
Foi nomeado Bispo-auxiliar do Patriarcado de Lisboa a 4 de fevereiro de 2005, escolhendo para seu lema episcopal: "Escravo de Todos". Recebeu as ordens episcopais a 24 de abril desse mesmo ano no Santuário de Fátima como bispo-titular de Diocese de Águas Flávias e teve como ordenante principal D. Serafim de Sousa Ferreira e Silva, na altura Bispo de Leiria e Fátima, auxiliado por D. Albino Mamede Cleto, Bispo de Coimbra e por D. Manuel Pelino Domingues, Bispo de Santarém. Exerceu como Bispo-auxiliar no Patriarcado de Lisboa até ser nomeado para Bispo da Viana do Castelo, a 11 de Junho de 2010. A entrada solene nesta diocese decorreu a 15 de agosto de 2010.
Ocupou o cargo de presidente na Comissão Episcopal de Liturgia e Espiritualidade.[carece de fontes?]
Morreu em 18 de setembro de 2020, aos 74 anos, vítima de despiste quando conduzia o seu automóvel na A2 perto de Almodôvar.